# Якопо Віньялі
Якопо Віньялі (італ. Jacopo Vignali; 5 вересня 1592 — 3 серпня 1664) — італійський художник періоду раннього бароко.

## Біографія
Якопо Віньялі народився у Пратовеккьо-Стія, поблизу Ареццо, і спочатку навчався у Маттео Росселлі. Він виконав фрески на стелі «Любов до Вітчизни» та «Сон Якова» для Каза Буонарроті у Флоренції. У 1616 році він вступив до Академії дизайну у Флоренції. У 1620-х роках він написав «Інвеститура святого Бенедикта» для братства святого Бенедикта Білого (італ. Confraternità di San Benedetto Bianco). У 1622—1623 роках він також працював над циклами фресок для Медічі в Казіно Медічео ді Сан-Марко (італ. Casino Mediceo di San Marco) у Флоренції та у віллі ді Поджо Імперіале. Серед його учнів були Доменіко Беттіні, Ромоло Панфі, Алессандро Розі, Карло Дольчі.

## Галерея

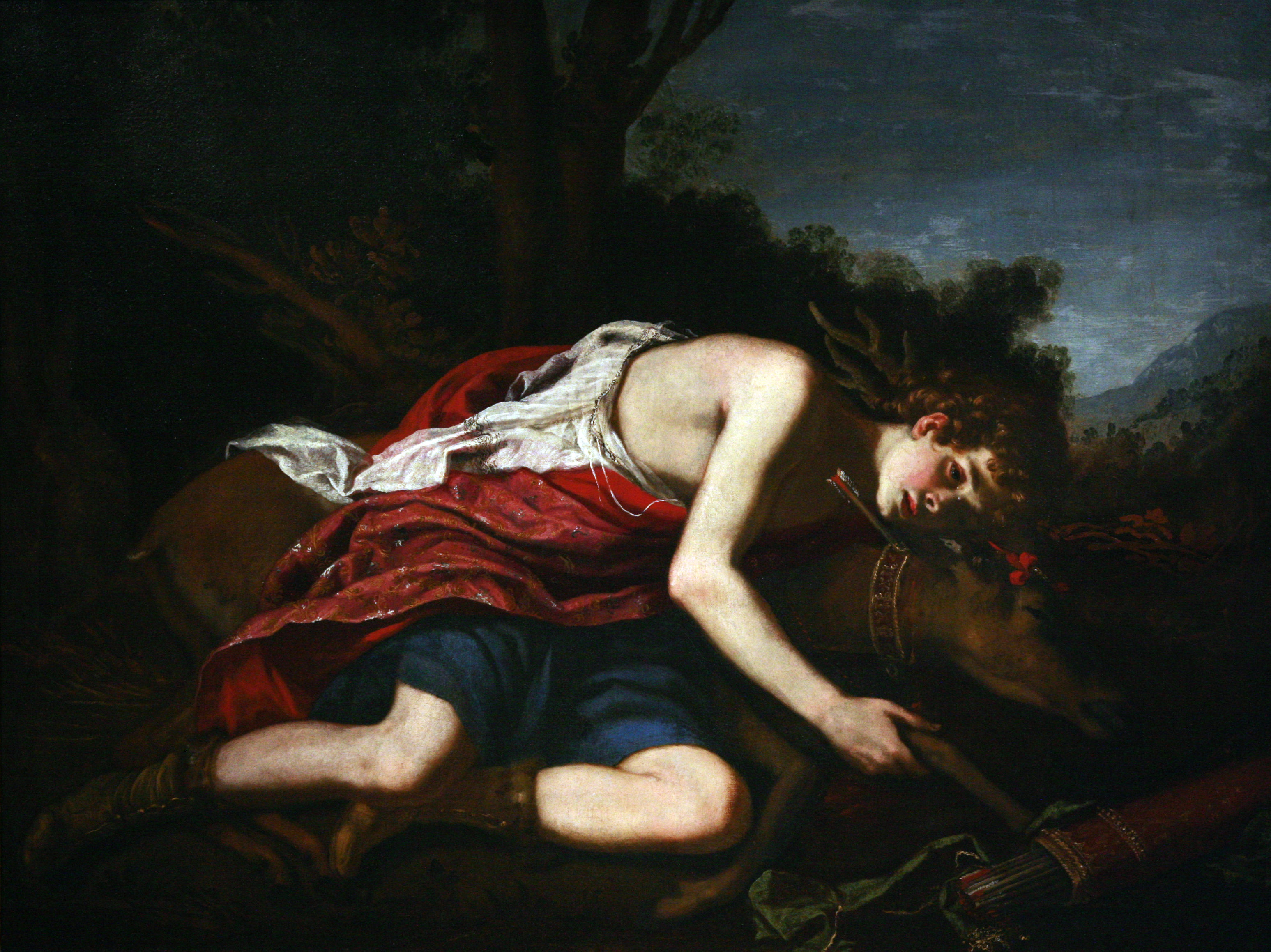
«Кипарис»
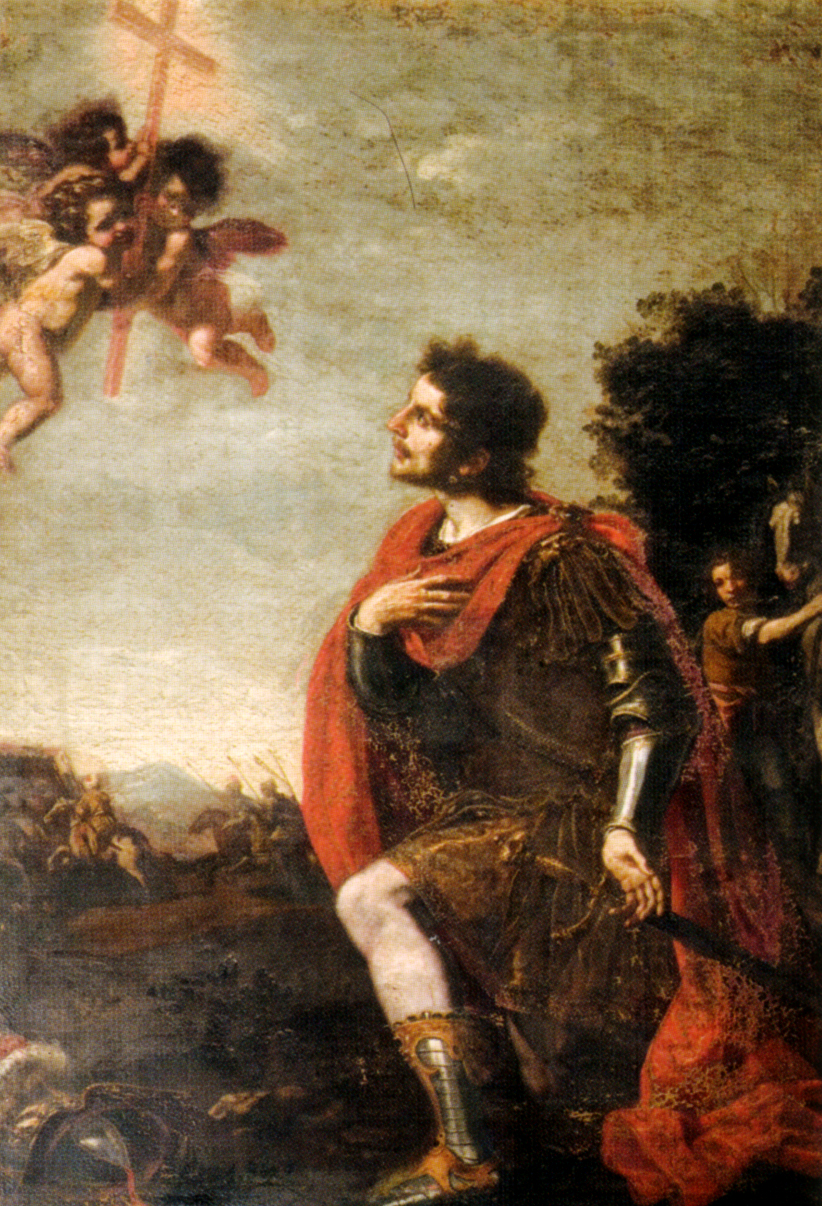
«Костянтин бачить видіння хреста» (італ. Apparizione della Croce a Costantino)
«Святий Доменік у Соріано». монастир Сан-Марко, Флоренція
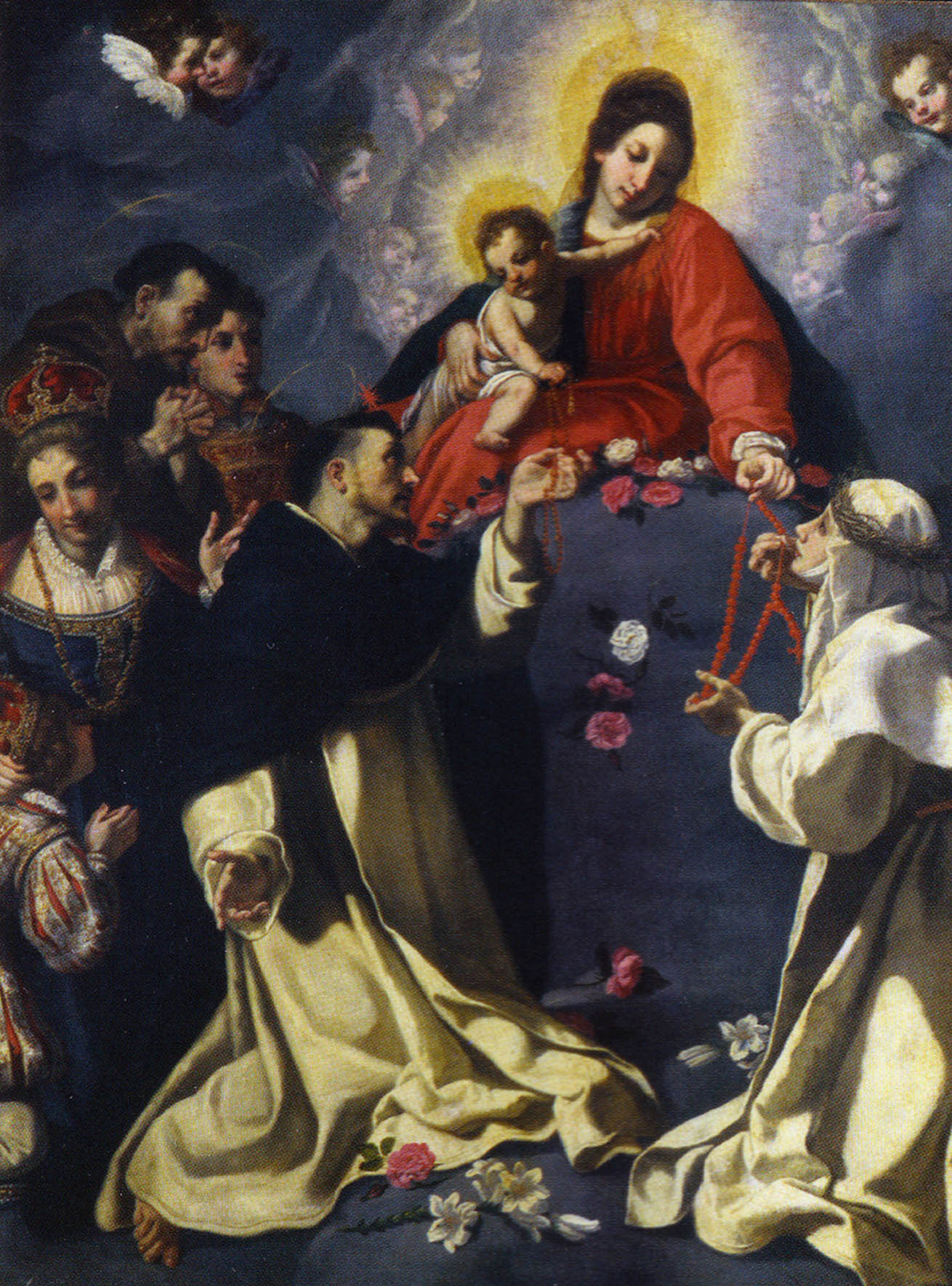
«Мадонна Вервиці»

## Виноски
1. 1 2  RKDartists
2. ↑  Benezit Dictionary of Artists — OUP, 2006. — ISBN 978-0-19-977378-7
3. 1 2  Pagliarulo G. Vignali, Jacopo // Grove Art Online / J. Turner — [Oxford, England], Houndmills, Basingstoke, England, New York: OUP, 2018. — doi:10.1093/GAO/9781884446054.ARTICLE.T089467
4. ↑  askArt — 2000.